# Voivodato di Białystok

Voivodato di Białystok (1946-1950)

Voivodato di Białystok (1950-1975)

Il voivodato di Białystok (in polacco: Województwo białostockie) è stato un'unità di divisione amministrativa e governo locale della Polonia tra gli anni 1946 e 1950 e tra il 1950 e il 1975. È stato sostituito nel 1975 dal voivodato di Białystok, dal voivodato di Łomża e dal voivodato di Suwałki. La capitale era Białystok.

## Principali città
- Białystok – 283 937
- Bielsk Podlaski – 27 594
- Hajnówka – 24 170
- Łapy – 23 320
- Sokółka – 20 096
- Siemiatycze – 15 632
- Mońki – 10 990
- Czarna Białostocka - 10 013